# 404Billy
Pour les articles homonymes, voir Billy.
404Billy (/katʁ sɑ̃ kat bil.i/), de son vrai nom Benjamin Saunier, né le 11 janvier 1995 en Seine-Maritime, est un rappeur et auteur-compositeur-interprète français d'origine franco-sénégalaise, venant de Villiers-le-Bel (Val-d'Oise).
Il émerge dès 2017 grâce à ses freestyles Error et ses collaborations avec des artistes influents comme Damso et PLK. Il multiplie ensuite les projets, avec la sortie de Hostile le 20 avril 2018. Son second projet solo, Process, voit le jour le 15 mars 2019, suivi de Supernova le 13 décembre de la même année. Un an plus tard, le 20 novembre 2020, il dévoile l’EP 21Visions. Enfin, en décembre 2021, il publie 100.
De 2022 à 2023, il connaît un nouveau gain de popularité avec la sortie de trois EP successifs formant la trilogie BLKKKK VAN GOGH. Après une année de quasi absence, il fait son grand retour le 10 janvier 2025 avec son album, SAMO.
Parallèlement à sa carrière d'artiste, il fonde la label indépendant Kidvillain Industry, en 2023.

## Biographie

### Origines et enfance
Benjamin Saunier naît le 11 janvier 1995 en Seine-Maritime d'un père sénégalais et d'une mère française. Dès l'âge de 6 ans, il déménage avec sa famille à Villiers-le-Bel dans le Val-d’Oise, tout en passant une partie de son enfance au Havre. Petit, son père, grand amateur de rap et de musique en général, joue un rôle clé dans son éducation musicale. À la maison, il écoute aussi bien des légendes du rap américain comme Tupac et The Notorious B.I.G., que des piliers du rap français comme Lunatic et la Mafia K'1 Fry. Toutefois, c'est en découvrant 50 cent qu'il se passionne véritablement pour le rap, fasciné par l'esthétique du rappeur, tant sur le plan visuel que musical, le petit Benjamin commence à approfondir sa propre culture rap. Cette engouement précoce pour la musique marque profondément le jeune Billy, qui se découvre une passion pour l'écriture dès l'âge de 11 ans.

### Carrière

#### Débuts
C’est vers l’âge de 16 ans qu’il franchit le pas et commence à rapper ses propres compositions. Cependant, à cette époque, il ne considère pas encore la musique comme une activité sérieuse, mais plutôt comme une phase d'expérimentation : « J'écrivais des histoires, ce n'était pas vraiment des textes de rap au début. Je les gardais pour moi, puis c'est venu naturellement avec un ami ; on écoutait les rappeurs de notre ville et on s'est dit 'nous aussi, on peut le faire' ».
Puis vers ses 17 ans, il se consacre entièrement à la musique. Il adopte alors le pseudonyme « Billy », en hommage à Billy the Kid, auquel il s'identifie. Pour distinguer son identité sur les réseaux sociaux et pour y ajouter une touche reconnaissable, il accole « 404 » devant son nom, en référence à l'erreur 404 et à un collectif auquel il appartenait,.
Par la suite, une rencontre déterminante va marquer un tournant dans sa jeune carrière encore amateur : celle avec le rappeur Siboy, qui n’était pas encore signé chez le Label 92i à l’époque. Ce dernier l’invite à poser sur l'une de ses productions, donnant ainsi naissance à son premier morceau solo officiel, Mourir. Le courant passe bien entre les deux artistes, qui restent en contact et suivent dès lors leurs parcours respectifs. 404Billy décrit néanmoins ses débuts comme « chaotiques », allant même jusqu'à qualifier son premier morceau de « nul ».

#### Début de popularité (2017)
Par la suite, en 2015, il est intégré à l’effectif de l’OKLM Mixtape avec le morceau Street. C'est le début de sa professionnalisation pour le jeune de Villiers-le-Bel, qui va ensuite enchaîner les morceaux et freestyles qu'il postera sur YouTube et le feront peu à peu remarquer du public. D'une part avec le morceau Le Kid Est Mort en 2017 qui le fait passer à une vitesse supérieure selon Radio France. Mais aussi en dévoilant ses freestyle Error assez crus sur Youtube qui fédèrent peu à peu une fanbase, à partir de 2017. L'engouement est tel que le rappeur Vald le repartage, permettant à son public de découvrir la musique du 4.
Dorénavant écouté à travers la France, cette nouvelle popularité le conduit naturellement à sortir son premier projet un an plus tard, intitulé Hostile.

#### Premiers projets (2018-2021)
Son premier véritable projet, Hostile, voit le jour le 20 avril 2018, uniquement en version digitale. Selon le média Mouv' : « avec un rap âpre et sans concession, qui le place malgré lui en marge de la tendance, cet EP parvient à rencontrer son public ». De son côté, L'Abcdr du son décrit cette première sortie comme étant « une première sortie compacte, cohérente, condensée en dix titres, à l’époque des albums fleuves ».

L'accueil favorable de son projet attire l'attention du rappeur belge Damso, qui l'invite à assurer les premières parties de sa tournée Lithopédion. À la suite de cela, les deux artistes collaborent sur le titre RVRE, dont le clip rencontre un franc succès. Billy franchit alors pour la première fois le cap du million de vues. Cette exposition lui offre l'opportunité de préparer sereinement son second projet solo, Process, paru le 15 mars 2019. Avec cet opus, Billy cherche à s'affranchir de sa zone de confort et à affirmer son identité artistique :
« Avec Hostile, je me suis dit qu’il fallait que j’arrive avec un projet où je rappe. Et je savais que le sombre, c’est ce qui m’allait le mieux. Pas forcément du rap boom bap, mais sombre. Il fallait que je prouve que je sais rapper. Je ne pouvais pas venir et sauter des étapes. Maintenant, je ne veux pas habituer les gens à se dire que je fais tout le temps la même chose, à rester dans ma zone de confort. Process, le nom colle à l’idée du projet. Je dois me découvrir aussi, et voir où je peux aller. Mais toujours en faisant des trucs que j’aime »
— 404Billy, dans une interview accordée à l'Abcdr du son
La même année, le 13 décembre, il enchaîne avec Supernova, un projet de 11 titres sur lequel PLK est l'unique invité. En parallèle, fort de son succès d'estime, il parvient même à réaliser un freestyle exclusif pour Rentre dans le cercle de Fianso. Une année après, le 20 novembre 2020, il sort l'EP 21Visions, composé de 4 titres. Finalement, en fin décembre 2021, le rappeur publie son projet 100, faisant suite à sa série de freestyles Freestyles %, composée entre autres de 77% (SOS) avec Guy2Bezbar, 88% (Window) avec Benjamin Epps ou encore 99% (Génocide).

#### Blkkkk Van Gogh (2022-2024)
À la rentrée 2022, 404Billy connaît un regain de popularité à la sortie de son EP de 4 titres nommé BLKKKK VAN GOGH, premier opus d'une trilogie de projets. Par la suite, il publie également les formats courts Mr.AAA en 2023 et GDAY en 2024. Le projet, ainsi que tous ceux qui suivront, se distinguent par un retour sur du boom-bap sur des productions sombres et grinçantes, inspiré notamment par les artistes du label américain Griselda.
Il se sépare de son label Culture Record (en contrat de distribution avec Universal), et fonde son label entièrement indépendant Kidvillain Records.

#### SAMO. (2025-?)
En décembre 2024, après plusieurs mois de retrait, 404Billy dévoile la sortie de son futur album intitulé SAMO le 10 janvier 2025. Il annonce en parallèle une interview avec Driver pour marquer l'évènement.
Derrière ce titre, le rappeur rend hommage à SAMO, un collectif de street art new-yorkais formé de Jean-Michel Basquiat et d'Al Diaz dans les années 1970. Pour le média Hip Hop Corner, « 404Billy semble vouloir établir un parallèle entre l’impact révolutionnaire de ce collectif et sa propre ambition de marquer l’histoire du rap ».

### Vie privée
Il est père de deux enfants, une fille qu'il a eu à 16 ans, et un garçon .

## Polémiques

### Accusations d'homophobie et de transphobie
Dans son bilan de fin d'année 2022, l'Abcdrduson a critiqué le « réactionnisme sociétal » de certains propos tenus par 404Billy, notamment à l'égard de l'homosexualité, où il reprend l'idée que les écoles publiques serviraient de relais à la propagande des lobbys LGBT. En effet, selon l'Abcdrduson, il « [reproduit] les mêmes schémas discriminants et oppressifs que les élites occidentales [qu'il dénonce] ».
De plus, le rappeur fait scandale en 2024 lorsqu'il affirme sur X (anciennement Twitter) que « personne ne veut voir le rap virer extrême droite, ça n’a jamais été son essence. De mon côté, je ne veux pas non plus qu’il devienne LGBT friendly, parce que ça n’a jamais été son essence non plus. On a tous notre part de conservatisme. Soyez cohérents dans votre démarche ». Ce tweet suscite de fortes réactions chez les internautes, et attire notamment l'attention du média Raplume qui critique ces propos.

### Clash avec Benjamin Epps

#### Origine des tensions
Le différend entre Benjamin Epps et 404Billy émerge bien après leur collaboration sur le morceau 88% (Window), sorti en 2021. Selon les propos de Billy, les tensions débutent lors d’un concert de Epps, où ce dernier aurait mal interprété leur titre commun en ne voulant pas répéter avec lui et en oubliant ses paroles sur scène, le tout sans jamais le payer dans les temps pour sa présence. Ainsi, en juin 2023, le conflit devient public à la suite d’une pique lancée par 404Billy dans son morceau Title Shot, où il déclare : « Eppsito, tu peux pas dire qu't'es l'meilleur rappeur, si tous mes p'tits EPs sont meilleurs qu'ton album ». Epps annonce initialement sur X qu’il répondra à cette attaque, cependant, Billy informe son public que Benjamin ne veut finalement pas donner suite à ces piques, après avoir été contacté en privé par son équipe. Néanmoins, Epps lui répond finalement à travers 2 morceaux dans son EP Ready for War au début du mois de décembre 2023, sans le mentionner directement.

#### Les Disstracks
404Billy, considérant que son pique initial était dans un esprit de compétition, est fortement mécontent de la réponse de Eppsito, qu'il considère comme étant disproportionnée et trop personnelle. Il décide alors de publier, le 15 décembre 2023, le premier vrai disstrack de ce clash, La plus grande des illusions. Le morceau détourne le titre et la pochette de l’album La Grande Désillusion de Benjamin Epps, sur laquelle le rappeur gabonais nous est montré installé sur le trône d’un WC. Cette dernière est supprimée dans les jours qui suivent pour des raisons de droits d'auteurs. 404Billy y accuse notamment Epps d’être un industry plant (en), mais aussi d'être une pâle copie du rappeur américain Westside Gunn.
Dans un premier temps, Benjamin Epps ne donne pas suite au clash. Toutefois, près d'un mois plus tard, le 11 janvier 2024, à l'occasion de l'anniversaire de 404Billy, il réplique par surprise avec un morceau de huit minutes intitulé Reste dans ta merde. Il y prétend notamment avoir couché avec sa "baby mama". En réaction, Billy clôt le conflit et rétorque avec Pinocchio Epembia, mettant fin à cette échange. Le public et les observateurs du rap considèrent alors 404Billy comme le vainqueur de ce clash. Ce dernier conclut finalement sur ses réseaux : « Vive le divertissement, pour la culture, pour les auditeurs, pour ceux qui aiment ce genre de rap. Force à vous, force à nous ».

## Style et influence

### Style
En termes d'écriture, selon Booska P, « son registre sombre et personnel, où le vécu s’exprime à travers des textes [évoque] la violence du quotidien ainsi que la jeunesse ». « C’est des thèmes qui font partie de la vie de tous les jours, je relate mon quotidien. J’ai vu beaucoup de violence dans ma vie, que ce soit avant la maison ou dehors, donc moi quand j’écris, c’est des flashs qui viennent en fait. Je ne me mets pas de filtres, je laisse parler ce qui sort de mon esprit », a notamment déclaré l'artiste.
Selon Radio France, 404 est « auteur de textes denses et de schémas de rimes complexes, adepte de sonorités orientées boom-bap ».
404Billy présente toutes les caractéristiques d'un rappeur en marge du rap. Ainsi, il se veut être un rappeur à l'indépendance affirmée, en déclarant ouvertement son rejet des médias mainstream et en tenant des discours polémiques, sur le rap en général ou bien sur la société de manière plus large.

### Influence
En termes d'influences, 404Billy cite rapidement des artistes comme Rohff, Booba, ou encore Kaaris, qui ont contribué à populariser la trap et le rap hardcore en France. Cependant, c'est surtout aux États-Unis que l'artiste puise son inspiration, notamment dans le rap new-yorkais avec des figures comme Jay-Z et Nas, ou celui de Los Angeles avec des artistes tels que Kendrick Lamar, Snoop Dogg et Tupac. Néanmoins, sa plus grande référence demeure : « Celui qui m'a matrixé pendant ma jeunesse, et je pense toute ma génération aussi, c'est 50 Cent ».

## Discographie

### Singles
- 2017 : Error #1
- 2018 : T.P.L.C.
- 2019 : RVRE (feat. Damso)
- 2019 : Sombre fan
- 2019 : Espèce
- 2019 : A.P
- 2019 : Rolex
- 2019 : Anti
- 2019 : Stop
- 2019 : Pearl Harbor
- 2021 : 0% (Terrain glissant)
- 2021 : 11% (Nation)
- 2021 : 22% (Oligarchie)
- 2021 : 33% (Chargeur Vide) (feat. Frenetik)
- 2021 : 44% (Oh Shit)
- 2021 : 55% (Mauvais présage)
- 2021 : 66% (X1000)
- 2021 : 77% (SOS) (feat. Guy2bezbar)
- 2021 : 88% (Window) (feat. Benjamin Epps)
- 2021 : 99% (Génocide)
- 2021 : 404Savage
- 2022 : Docteur Vérité
- 2022 : Crack
- 2022 : Mouton Noir
- 2023 : Cassius
- 2023 : Sociologue & Sociopathe
- 2023 : Enfant éternel
- 2023 : Title Shot
- 2023 : La Plus Grande Des Illusions
- 2024 : PINOCCHIO EPEMBIA
- 2024 : NAZI IS REAL

### Apparitions
- 2015 : Street (sur OKLM Mixtape, Vol. 1)
- 2018 : Freestyle dans la mine,ep.4 - feat. Titai
- 2019 : TUNNEL - feat. Ikaz Boi (sur BRUTAL 2)
- 2019 : T'es pas du gang - feat. Da Uzi
- 2020 : Échouer - feat. Koer (sur Derrière les murs)
- 2020 : Mathématique - feat. Blaz Pit et NZ (sur Alchemia)
- 2022 : CiNEDD - feat. SKYDD (sur PRELUDE OF LATE NIGHTS)
- 2023 : Pandémonium - feat. Victor Besson (sur L'enfer c'est près du sol)
- 2023 : VVS - feat. Oumar (sur TRAUMA Saison 3)
- 2024 : 400k - feat. D.O.N (sur 33 eme partie 1)